# American Fern Journal
American Fern Journal (англ.) («Американський папоротевий журнал») — щоквартальний рецензований науковий журнал, який видається Американським папоротевим товариством. Це ботанічний журнал, який спеціалізується на птеридології та висвітлює всі аспекти папоротей і судинних рослин.